# Arrested Development (série télévisée)
Pour les articles homonymes, voir Arrested Development et Nouveau pauvre.
Arrested Development ou Les Nouveaux Pauvres (Arrested Development) est une série télévisée américaine en 84 (ou 91) épisodes de 22 minutes, créée par Mitchell Hurwitz. Les trois premières saisons ont été diffusées entre le 2 novembre 2003 et le 10 février 2006 sur le réseau Fox. La quatrième saison a été diffusée sept ans plus tard à partir du 26 mai 2013 sur le site de vidéo à la demande de Netflix.
En France, la série a été diffusée à partir du 3 janvier 2005 sur TPS Star et rediffusée à partir du 2 septembre 2006 sur Comédie ! puis à partir du 12 avril 2008 sur Virgin 17.

## Synopsis
Excédé par les membres de sa famille, tous plus irresponsables les uns que les autres, Michael Bluth, veuf et père d'un fils de 13 ans, décide d'aller s'installer en Arizona afin d'y commencer une nouvelle vie. Malheureusement, juste avant son départ, son père, qui dirige l'entreprise familiale, est arrêté pour une affaire d'abus de biens sociaux. Les capitaux sont bloqués, mettant dans l'embarras toute la famille habituée à un certain train de vie. Pris de remords, Michael décide de rester afin de les aider car, comme il le dit : « Vous êtes tous désespérément décevants, mais vous êtes ma famille ! »

## Distribution

### Acteurs principaux
- Jason Bateman (VF : Benoît Du Pac) : Michael Bluth, veuf élevant seul son fils
- Portia de Rossi (VF : Charlotte Marin) : Lindsay Bluth Fünke, fausse sœur jumelle de Michael, ne pense qu'au shopping et aux œuvres caritatives
- Will Arnett (VF : Cyrille Monge) : George Oscar « G.O.B. » Bluth, grand frère jaloux de Michael et magicien
- Michael Cera (VF : Benjamin Pascal) : George Michael Bluth, fils de Michael
- Alia Shawkat (VF : Lucile Boulanger (saisons 1 à 3) et Emmylou Homs (saison 4)) : Mae « Maeby » Fünke, fille de Lindsay et Tobias
- Tony Hale (VF : Denis Sebbah) : Byron « Buster » Bluth, le benjamin, étudiant attardé dans les jupes de sa mère et facilement paniqué
- David Cross (VF : Gérard Darier) : Tobias Fünke, le mari de Lindsay, ancien psychiatre, supposé homosexuel, cherchant non sans difficulté à devenir acteur
- Jeffrey Tambor (VF : Alain Choquet) : George Bluth Senior, le père / Oscar Bluth, le frère jumeau
- Jessica Walter (VF : Maria Tamar (saisons 1 à 3) puis Lucienne Troka (saison 4)) : Lucille Bluth, la mère
- Ron Howard (VF : Constantin Pappas) : le narrateur / lui-même (saison 4)

### Acteurs récurrents

#### Saison 1
- Liza Minnelli (VF : Danièle Hazan (saisons 1 à 3) puis Marie Martine (saison 4)) : Lucille 2, la voisine et rivale de Lucille
- Henry Winkler (VF : Mathieu Rivolier) : Barry Zuckercorn, l'avocat de la famille
- Judy Greer (VF : Olivia Dutron) : Kitty Sanchez
- Leonor Varela puis Patricia Velásquez (VF : Sophie Baranes) : Martha Estrella
- Justin Grant Wade (VF : Taric Mehani) : Steve Holt
- Charlie Hatsock (VF : Gérard Sergue) : Ted
- Julia Louis-Dreyfus (VF : Valérie Nosrée) : Maggie Lizer
- Justin Lee : Annyong Bluth
- Bob Odenkirk : le psychologue

#### Saison 2
- Mo Collins (VF : Olivia Dutron) : Starla
- Ben Stiller (VF : Éric Missoffe) : Tony Wonder, Magicien et idole de Gob
- Ed Begley Jr. (VF : Philippe Roullier) : Stan Sitwell
- Mae Whitman (VF : Léa Gabriele) (saison 4) : Ann Veal
- Jeff Garlin (VF : Franck Sportis) (saison 4) : Mort Meyers
- Christine Taylor (VF : Pascale Chemin) : Sally Sitwell

Invités
- Zach Braff (VF : Éric Missoffe) : Philip Litt
- Simon Helberg : Jeff

#### Saison 3
- Charlize Theron (VF : Hélène Bizot) : Rita, la petite amie attardée de Michael
- Dave Thomas (VF : Gilbert Lévy) : Trévor
- Scott Baio (VF : Thierry Kazazian) : Bob Loblaw

#### Saison 4
- Kristen Wiig (VF : Véronique Picciotto) : Lucille, jeune
- Isla Fisher (VF : Charlotte Correa) : Rebel Alley
- Seth Rogen : George Sr., jeune
- Chris Diamantopoulos (VF : Fabien Jacquelin) : Marky Bark
- John Slattery (VF : Patrice Dozier) : Dr Norman
- Maria Bamford (en) (VF : Élisa Bourreau) : Debrie Bardeaux
- Daniel Amerman (VF : Jerome Wiggins) : Mark Cherry
- David Henrie : lui-même

- Version française
  - Société de doublage : Studio Chinkel[1],[2] (saisons 1 à 3), VF Productions[1],[2] (saison 4)
  - Direction artistique : Gilbert Lévy[1],[2]
  - Adaptation des dialogues : Didier Duclos, Régis Écosse, Francoise Maulny-Lévy et Christian Niemiec[2] (saisons 1 à 3), Thibault Longuet, Garance Merley et David Ribotti[2] (saison 4)
  - Enregistrement et mixage : Pierre Aubry, Guillaume Loire, Julie Tribout, Manuela Jorge et Françoise Trouy
  - Production : Yves Dorembus

 Source et légende : version française (VF) sur RS Doublage et Doublage Séries Database

## Production

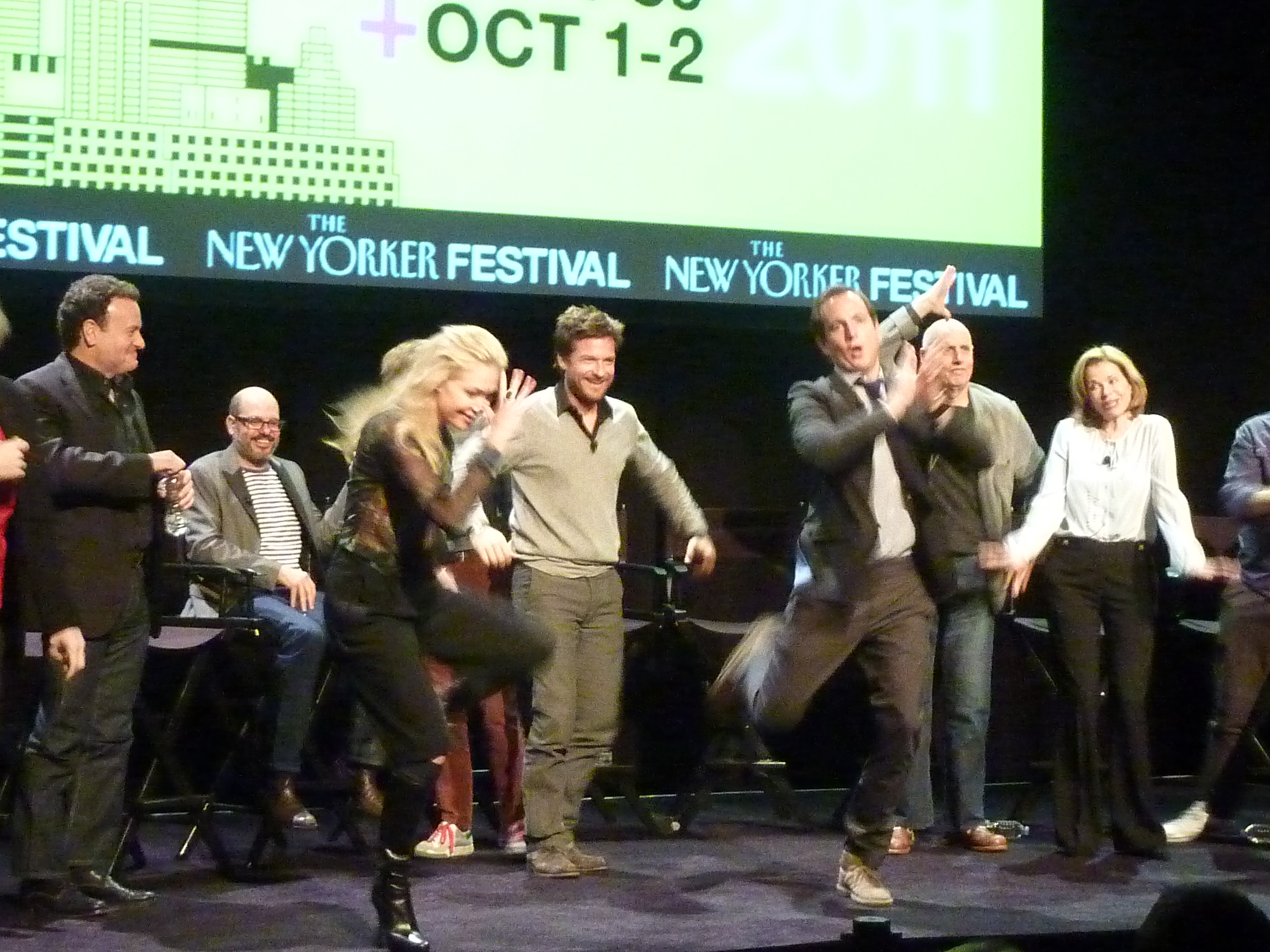
Les acteurs d'Arrested Development font la danse du poulet

Produite par Ron Howard, cette série a connu un grand succès critique en raison de son originalité et de son excentricité. Malgré six Emmy Awards et un Golden Globe et malgré des apparitions récurrentes d'acteurs tels que Ben Stiller ou Charlize Theron, l'audience n'a pas été suffisante pour la Fox qui a décidé de réduire le nombre d'épisodes de la troisième saison (de 22 à 13) avant d'arrêter définitivement la série. Les épisodes de la dernière saison de la série contiennent des allusions transparentes à l'arrêt programmé par Fox. Afin de donner une dernière chance de se constituer un public, FOX propose l'intégralité des épisodes de la série en libre téléchargement sur le site de MSN.
Une originalité dans la narration de la série (en plus de celle de Ron Howard expliquant la situation de chaque personnage) réside dans la fin de chaque épisode, montrant ce qu'il va se passer « dans le prochain épisode… » L'originalité vient du fait que les passages montrés ne font que référence à l'épisode qui vient de passer, montrant des suites d'intrigues pour amuser, mais la plupart des extraits montrés n’apparaissent pas par la suite.
Avant de se lancer dans l’aventure, Mitchell Hurwitz, son créateur, avait été auteur et producteur de nombreux shows, dont Les Craquantes (The Golden Girls), The Golden Palace, The Ellen Show ou The John Larroquette Show. Il a obtenu deux Emmy Awards pour le scénario d’Arrested Development, également élue meilleure série comique en 2004.
En 2011, Netflix a acquis les droits de la série et a lancé la production de quinze nouveaux épisodes. Le tournage s'est déroulé pendant l'été 2012 pour une diffusion en mai 2013, les rôles principaux étant repris par les acteurs d'origine, l'écriture et la réalisation assurées par Mitchell Hurwitz.
Pour la quatrième saison, Mitchell Hurwitz a réussi le tour de force de réunir l'intégralité du casting original sept ans après l'arrêt de la série ; mais devant l'incapacité de réunir en même temps tout le casting pour l'ensemble de la saison, celle-ci est construite différemment, chaque épisode étant centré sur un personnage et construit selon son point de vue.
Netflix a confirmé le 17 mai 2017 qu'une cinquième saison comportant la distribution complète avait été commandée. La cinquième saison comprend seize épisodes, les huit premiers ont été diffusés le 29 mai 2018 et les huit derniers l'ont été le 15 mars 2019.

## Épisodes

### Première saison (2003-2004)
1. L'Esprit de famille (Pilot)
2. Escroquerie à l'assurance (Top Banana)
3. Père et fils (Bringing Up Buster)
4. Les Grandes Décisions (Key Decisions)
5. La Surenchère (Charity Drive)
6. Affaires conjugales (Visiting Ours)
7. La Trêve des confiseurs (In God We Trust)
8. Amnésie (My Mother The Car)
9. Le Tour de magie (Storming the Castle)
10. Flagrant Délit (Pier Pressure)
11. Changement d'images (Public Relations)
12. Cousine ou pas cousine (Marta Complex)
13. Tous au tribunal (Beef Consomme)
14. Adoption (Shock and Aww)
15. Salariés fantômes (Staff Infection)
16. Kitty est licenciée (Missing Kitty)
17. La Déclaration, première partie (Altar Egos [1/2])
18. La justice est aveugle, deuxième partie (Justice Is Blind [2/2])
19. Manipulation (Best Man for the Gob)
20. L'Arnaque (Whistler's Mother)
21. Au travail (Not Without My Daughter)
22. Le Secret de papa, première partie (Let 'Em Eat Cake [1/2])

### Deuxième saison (2004-2005)
1. Le Voyage à Phœnix, deuxième partie (The One Where Michael Leaves [2/2])
2. Solide comme un roc (The One Where They Build a House)
3. Gene Parmesan (Amigos)
4. Le Revenant (Good Grief!)
5. Armes de destruction massive (Sad Sack)
6. Joyeux Noël (Afternoon Delight)
7. Buster part à la guerre (Switch Hitter)
8. Achats à gogo (Queen For a Day)
9. Les Enchères (Burning Love)
10. Oncle Jack (Ready, Aim, Marry Me)
11. Enquête sur une grossesse, première partie (Out on a Limb [1/2])
12. La Main de Buster, deuxième partie (My Hand to God [2/2])
13. Fils et maman (Motherboy XXX)
14. L'Élection (The Immaculate Election)
15. Le Sabre du destin (The Sword of Destiny)
16. Anniversaire de mariage (Meet the Veals)
17. Scandale à la une (Spring Breakout)
18. Les Frères vertueux (Righteous Brothers)

### Troisième saison (2005-2006)
1. La Cabane (The Cabin Show)
2. L'Oiseau libre (For British Eyes Only)
3. Sans famille (Forget Me Now)
4. Beauté intérieure (Notapusy)
5. Le Tunnel du grand amour (Mr F)
6. Lève-toi et marche (The Ocean Walker)
7. La Prison (Prison Break-In)
8. Chirurgie esthétique (Making a Stand)
9. Le Dîner (S.O.B.s)
10. Le Mariage (Fakin' It)
11. Ma sœur (Family Ties)
12. Le Voyage en Irak (Exit Strategy)
13. Le Secret (Development Arrested)

### Quatrième saison (2013)

#### Saison 4: Originale (2013)
1. L'Envol du Phœnix (Flight of the Phoenix)
2. Les Rois du Désert (Borderline Personalities)
3. La Politique de L'autruche (Indian Takers)
4. Michael se fait des films (The B. Team)
5. Un nouveau départ (A New Start)
6. Trahisons (Double Crossers)
7. Tout fout le Camp (Colony Collapse)
8. Alerte rouge (Red Hairing)
9. Catastroff-Broadway (Smashed)
10. La Reine des abeilles (Queen B.)
11. L'Amour tout court (A New Attitude)
12. Détournement de majeur (Señoritis)
13. Réseau antisocial (It Gets Better)
14. Adopter un monstre (Off the Hook)
15. Tel père, tel fils (Blockheads)

#### Saison 4 Remix: Conséquences Fatidiques (2018)
Le créateur de la série, Mitch Hurwitz a créé un nouveau montage de la saison 4 appelée Arrested Development Saison 4 Remix : Conséquences Fatidiques, dans lequel l'histoire de la saison est présentée dans l'ordre chronologique. La recoupe se compose de 22 épisodes et a été publié sur Netflix le 3 mai 2018.
1. Capitaine Bluth (Re Cap'n Bluth)
2. L'âge adulte (Three Half Men)
3. Nouveaux départs (A Couple-A New Starts)
4. Les déserteurs (Just Deserters)
5. Le Procès (A Trial Run)
6. Pièges parentaux (The Parent Traps)
7. Un degré de séparation (One Degree of Separation)
8. Les faibles se rebellent (The Weak Become the Strong)
9. Merveilles modernes (Modern Marvels)
10. Rêves récurrents (Recurring Dreams)
11. Sacrée soirée (Fun Night)
12. Images animées (Moving Pictures)
13. Un léger detail (Get on Up)
14. Qui sème le vent... (What Goes Around)
15. Un nouveau toit (Locked and Loaded)
16. Messages contradictoires (Mixed Messages)
17. Rencard à quatre (Dire Straights)
18. Les uns contre les autres (Turning on Each Other)
19. Les nouveaux voisins (Fast Company)
20. Cinco de cuatro, partie 1 (Cinco de Cuatro I)
21. Cinco de cuatro, partie 2 (Cinco de Cuatro II)
22. Cinco de cuatro, partie 3 (Cinco de Cuatro III)

### Cinquième Saison (2018-2019)
La cinquième saison comprend seize épisodes, les huit premiers ont été diffusés le 29 mai 2018 et le reste le 15 mars 2019.
1. Congé familial (Family Leave)
2. Auto-déportation (Self-Deportation)
3. Atrophie pour tous (Everyone Gets Atrophy)
4. Un vieux départ (An Old Start)
5. Mauvais présage (Sinking Feelings)
6. Bagage émotionnel (Emotional Baggage)
7. Trauma Romantique (Rom-Traum)
8. Indépendance Prématurée (Premature Independence)
9. Une compagnie inattendue (Unexpected Company)
10. Les faiseurs de goûts (Taste Makers)
11. Migration en chaîne (Chain Migration)
12. Echec et mat (Check Mates)
13. Le seul, l'unique (The Untethered Sole)
14. Le jour du jugement (Saving for Arraignment Day)
15. Droit à la catastrophe (Courting Disasters)
16. Répercussions (The Fallout)

## Distinctions

### Récompenses
- Emmy Awards 2004 :
  - Meilleure série comique
  - Meilleur casting pour une série comique
  - Meilleur scénario pour l'épisode pilote
  - Meilleure réalisation pour l'épisode pilote
  - Meilleur montage pour l'épisode pilote

- Emmy Awards 2005 : Meilleur scénario pour l'épisode Righteous Brothers
- Golden Globes 2005 : Meilleur acteur dans une série comique pour Jason Bateman